# المنصة الأوروبية للنساء العالمات
المنصة الأوروبية للنساء العالمات هي منظمة المظلة وتضم شبكات من النساء العالمات ومنظمات ملتزمة بمبدأ المساواة بين الجنسين في مجال الأبحاث في كافة التخصصات في الدول الأوروبية الـ27 والدول المرتبطة بهيئة البرامج للأبحاث والتطور التكنولوجي التابعة للاتحاد الأوروبي. وترحب المنصة بالباحثات اللواتي يعملن في أيه من التخصصات، خاصة في مجال العلوم بمفهومه الواسع، انطلاقا من العلوم الطبيعية حتى العلوم الاجتماعية، كما تضم العلوم والهندسة والتكنولوجيا ولكن لا تقتصر على هذه التخصصات فقط. فالمنصة الأوروبية للنساء العالمات تضم حاليًا أكثر من 100 منظمة عضو، تعمل لصالحها أكثر من 12 ألف باحثة ناشطة في المؤسسات الأكاديمية ومجال البحث الصناعي في مختلف أنحاء أوروبا.

## الغرض
أنشئت هذه المنصة باعتبارها قانونيًا منظمة دولية غير هادفة للربح بموجب القانون البلجيكي (تكوين جمعيات لا تهدف للربح) الصادر في نوفمبر 2005 ، ويتولى رئاستها مجلس إدارة دولي متعدد التخصصات يضم 11 عالمة بارزة. وتمثل المنصة الأوروبية للنساء العالمات أداة استراتيجية جديدة في سياسة الأبحاث الأوروبية، وتعد استكمالًا للمبادرات المختلفة التي أُطلقت على المستوى الأوروبي لضمان مشاركة أفضل للعالمات في مجال الأبحاث وفي عملية رسم سياسات الأبحاث بالإضافة إلى شمول البعد الجنساني في البحث.

## الأهداف
الأهداف الرئيسية للمنصة ما يلي:
- إنشاء شبكة للشبكات القائمة للعالمات وللشبكات المعنية بتعزيز العالمات في كافة التخصصات وتعزيز التواصل فيما بينهن، لا سيما في وسط أوروبا وشرقها وكذا في القطاع الخاص.[4]

- زيادة مشاركة العالمات في الأبحاث الأوروبية وهيئات صنع القرار - كباحثات في المشروعات، وقياديات، ومنسقات، وأيضًا في لجان المراجعة والتقييم وكذا في مجموعات الخبراء رفيعي المستوى.[5]

- زيادة مشاركة العالمات في البرامج البحثية الوطنية والأوروبية، لا سيما في البرنامج الإطاري السابع للاتحاد الأوروبي للأبحاث والتطور التكنولوجي.[6]
- تعزيز فهم البعد الجنساني وإدماجه في العلوم السياسية والأبحاث في كافة المجالات العلمية، وكذا تعزيز مفهوم شامل يراعي الاعتبارات الجنسانية للتفوق والابتكار.[7]

## وصلات خارجية
- الموقع الرسمي